# Само (держава)

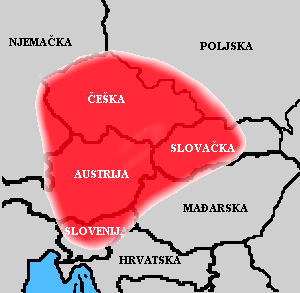
Мапа держави Само

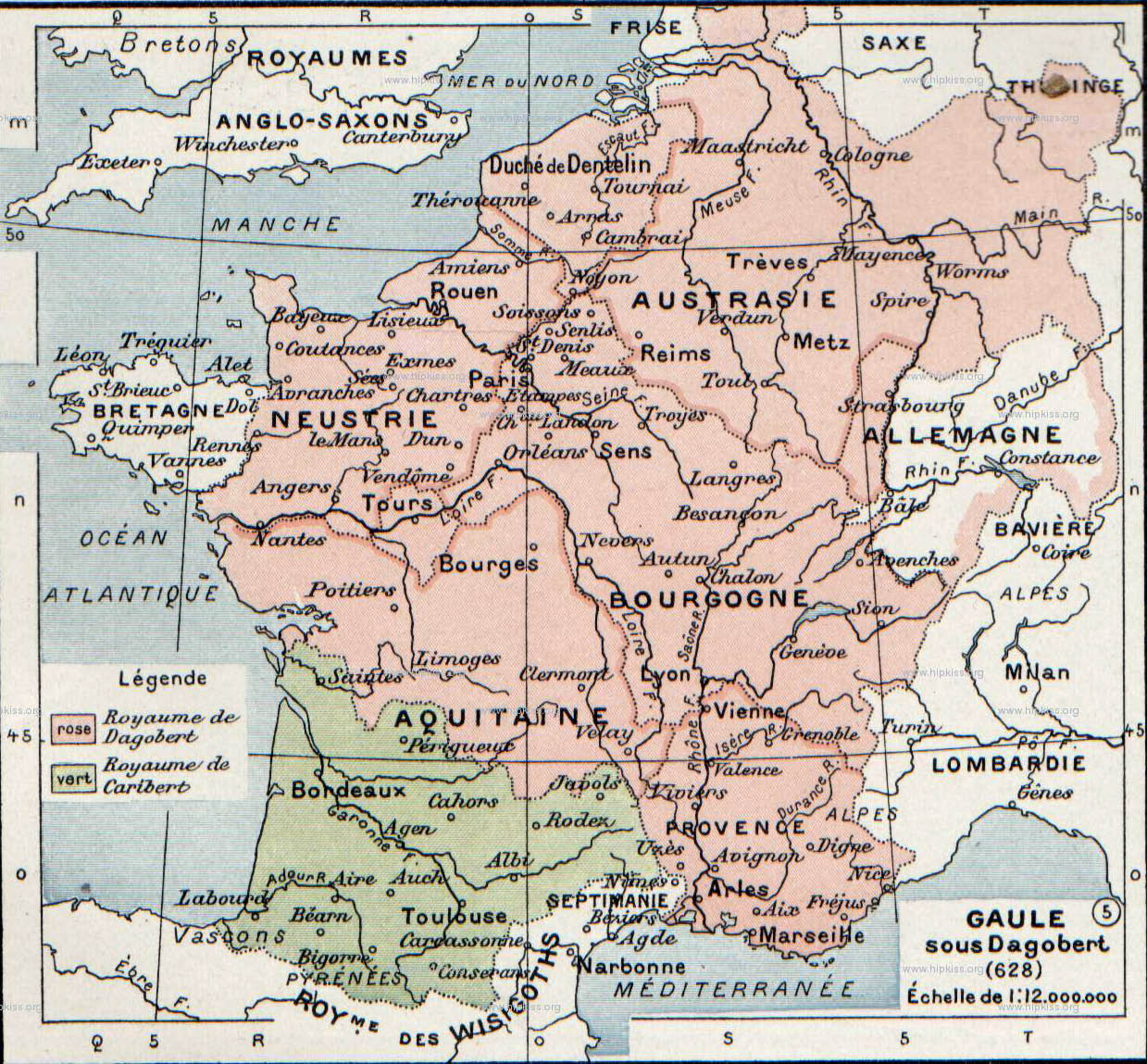
Імперія франків у 628

Са́мо — найдавніша відома держава слов'ян. Існувала на території сучасних Чехії і Нижньої Австрії. Державне утворення існувало в 623–660 (деякі автори називають 626–661 роки), на території моравів, чехів, лужичан, хорутан і панонців.

## Історія
В останніх десятиліттях VI століття слов'яни, що жили в Паннонській низовині та по сусідству з нею, зіткнулись з Аварським каганатом. Роздрібнені слов'янські племена мусили боронитись на два боки — з одного авари, з іншого Візантія. Проте, коли авари розпочали війну проти Константинополя, наслідні візантійські імператори поспішили розпочати перемовини із колишнім ворогом — слов'янами.
У 20-х роках VII століття вибухнуло загальнослов'янське повстання проти аварів, можливо, це відбулось за підтримки Візантії як помста аварам за похід на Константинополь в 626 році. У тих битвах велику славу здобув франкський купець Самон (чи Само). Там, де впала влада каганату, швидко виникла нова. Само став на чолі об'єднаних племен, які відкинули старий примітивний політичний уклад, що опирався на військову демократію і утворили нове надплемінне об'єднання. Ядром країни була Морава, але при швидкому територіальному розвитку в 623–660 роках межі Самової держави вийшли до Нижньої Австрії і Чеської низовини на півдні, на півночі боліт Спреви на землі лужичан, на заході впиралися в Соляву, а на сході в середню течію Одри, що в Сілезії.
У 629–639 роках держава вела війни із франкським королем Дагобертом I, який був двічі битий, зокрема, у великому поході франків у 631 році під Вогатізбургом (відбулась, коли слов'яни пустошили Тюрингію). Успіхи Самона в битвах проти франків і загроза аварів, імовірно, сприяли міграційним процесам слов'ян на південь — письмово підтверджена участь сербів та їхнього князя Дервана в битві з франками на стороні Самона — а це часи переселення сербів і хорватів на Балкани. Існувала держава Само дуже недовго. Смерть державотворця у 658 чи 661 році призвела до внутрішнього розколу, а потім і розпаду держави.
Про цю державу та її кровопролитні війни з Дагобертом І розказано в хроніці Historia Francorum, що була написана близько 660 року франкським літописцем на ім'я Фредегар.
Існує гіпотеза, що держава Само, вірніше її спадок, була фундаментом для чеської державності. Проте, попри різні аналогії, це все ще лише теорія.

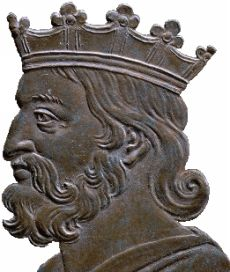
Портрет Дагоберта I, робота 17 ст.

## Див. також

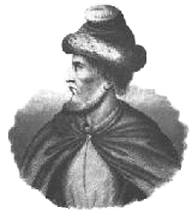
Само-Самон (Б.Жезовнік)